# Piesele lui Shakespeare

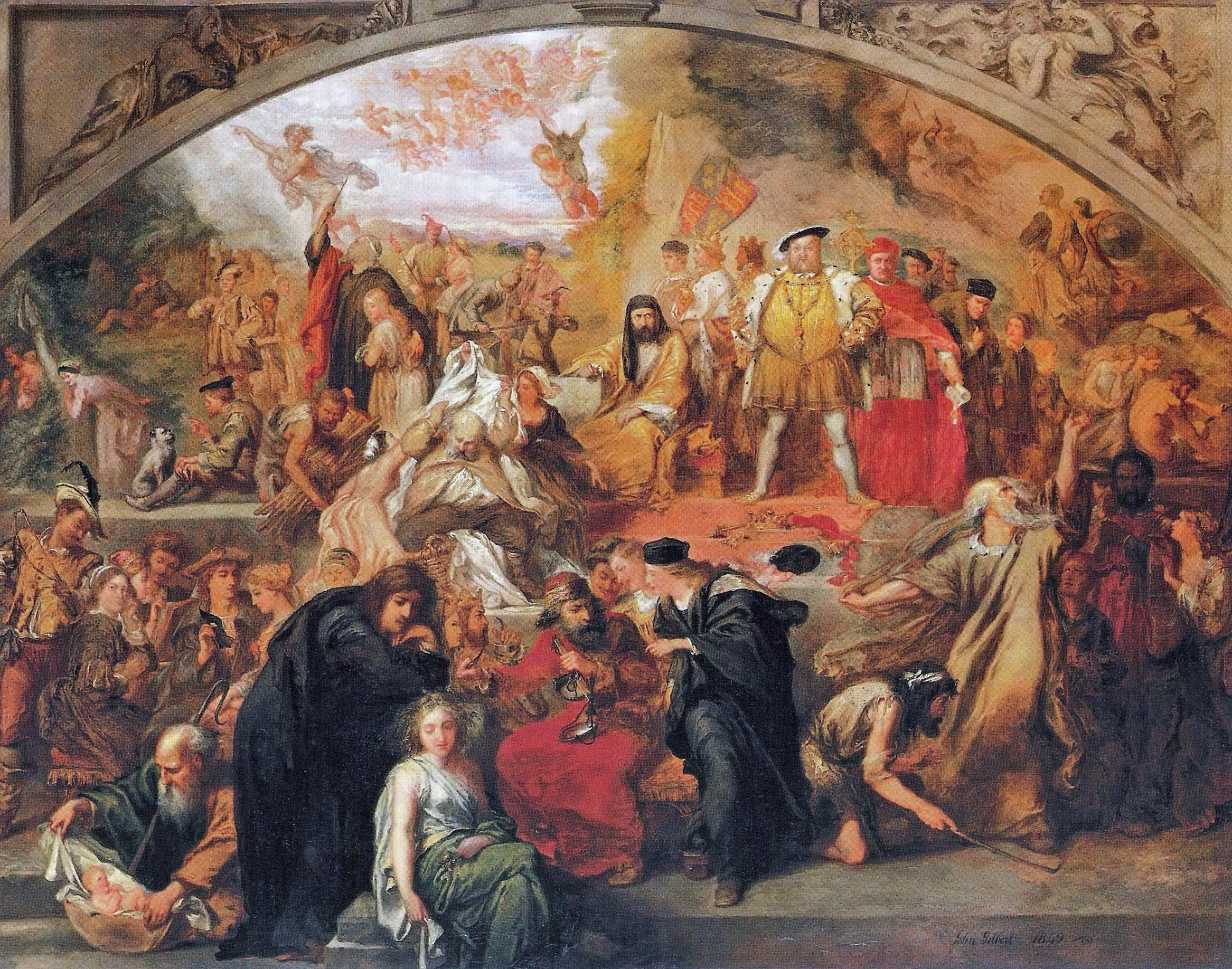
Pictura din 1849 a lui Sir John Gilbert : Piesele lui Shakespeare, care conține scene și personaje din câteva dintre piesele lui William Shakespeare

Piesele lui Shakespeare sunt un canon de aproximativ 39 de lucrări dramatice scrise de poetul, dramaturgul și actorul englez William Shakespeare . Numărul exact al pieselor de teatru, precum și clasificările lor ca tragedie, istorie, comedie sau altele sunt o chestiune de dezbatere academică. Piesele lui Shakespeare sunt considerate pe scară largă ca printre cele mai mari în limba engleză și sunt jucate continuu în întreaga lume. Piesele au fost traduse în fiecare limbă vie majoră.
Multe dintre piesele sale au apărut tipărite ca o serie de quartos, dar aproximativ jumătate dintre ele au rămas nepublicate până în 1623, când a fost publicat Primul Folio postum. Împărțirea tradițională a pieselor sale în tragedii, comedii și istorii urmează categoriile folosite în Primul Folio. Cu toate acestea, critica modernă a etichetat unele dintre aceste piese „ piesele cu probleme ” care elud o clasificare ușoară, sau poate încalcă intenționat convențiile generice și a introdus termenul de romanțe pentru ceea ce oamenii de știință cred a fi comediile sale ulterioare.
Când Shakespeare a sosit pentru prima dată la Londra la sfârșitul anilor 1580 sau începutul anilor 1590, dramaturgii care scriau pentru noile case de joacă comerciale din Londra (cum ar fi The Curtain) combinau două componente ale tradiției dramatice într-o sinteză nouă și distinctiv elisabetană. Anterior, cele mai comune forme de teatru popular englezesc erau piesele de moralitate Tudor. Aceste piese, care celebrează în general evlavia, folosesc atribute morale personificate pentru a îndemna sau a instrui protagonistul să aleagă viața virtuoasă în locul Răului. Personajele și situațiile intriga sunt mai degrabă simbolice decât realiste. În copilărie, Shakespeare ar fi văzut probabil acest tip de piesă (împreună, poate, cu piese de mister și piese de minune).[1]
Cealaltă componentă a tradiției dramatice a fost teoria estetică clasică . Această teorie a fost derivată în cele din urmă de la Aristotel ; în Anglia Renașterii, totuși, teoria a fost mai bine cunoscută prin interpreții și practicanții săi romani. La universități, piesele de teatru erau puse în scenă într-o formă mai academică, ca drame de dulap roman . Aceste piese, de obicei interpretate în latină, au aderat la ideile clasice de unitate și decor, dar erau și mai statice, pretuind discursurile lungi în detrimentul acțiunii fizice. Shakespeare ar fi învățat această teorie la liceu, unde Plautus și mai ales Terence erau părți cheie ale curriculumului  și erau predate în ediții cu introduceri teoretice lungi. 

## Amenajare pentru teatru și scenă
Săpăturile arheologice de pe fundațiile Trandafirului și Globului la sfârșitul secolului XX  au sugerat că toate teatrele Renașterii engleze din Londra au fost construite în jurul unor planuri generale similare. În ciuda diferențelor individuale, teatrele publice aveau trei etaje și erau construite în jurul unui spațiu deschis în centru. De obicei, în plan poligonal pentru a da un efect general rotunjit, trei niveluri de galerii orientate spre interior dădeau spre centrul deschis în care ieșea scena – în esență o platformă înconjurată pe trei laturi de public, doar partea din spate fiind restricționată pentru intrările și ieșirile actorilor și locurile pentru muzicieni. Nivelul superior din spatele scenei ar putea fi folosit ca un balcon, ca în Romeo și Julieta, sau ca o poziție pentru un personaj pentru a aranja o mulțime, ca în Iulius Caesar .
Construite de obicei din cherestea, șipci și tencuială și cu acoperișuri de paie, teatrele timpurii erau vulnerabile la incendiu și au fost înlocuite treptat (când era necesar) cu structuri mai puternice. Când Globul a ars în iunie 1613, a fost reconstruit cu un acoperiș de țiglă.
Un model diferit a fost dezvoltat cu Teatrul Blackfriars, care a intrat în uz regulat pe termen lung în 1599. The Blackfriars era mic în comparație cu teatrele anterioare și avea mai degrabă acoperiș decât deschis spre cer; semăna cu un teatru modern în moduri în care predecesorii săi nu.

## Shakespeare Elizabethan
Pentru Shakespeare, pe măsură ce a început să scrie, ambele tradiții erau vii; au fost, de altfel, filtrate prin succesul recent al Universității Wits pe scena londoneze. Până la sfârșitul secolului al XVI-lea, popularitatea pieselor morale și academice a scăzut pe măsură ce Renașterea engleză a luat putere, iar dramaturgi precum Thomas Kyd și Christopher Marlowe au revoluționat teatrul. Piesele lor au amestecat vechea dramă morală cu teoria clasică pentru a produce o nouă formă seculară.  Noua dramă a combinat complexitatea retorică a piesei academice cu energia obscenică a moralităților. Cu toate acestea, era mai ambiguu și complex în semnificațiile sale și mai puțin preocupat de alegoria simplă. Inspirat de acest nou stil, Shakespeare a continuat aceste strategii artistice,  creând piese care nu numai că au rezonat la nivel emoțional cu publicul, ci au explorat și dezbătut elementele de bază ale a ceea ce înseamnă a fi om. Ceea ce Marlowe și Kyd au făcut pentru tragedie, John Lyly și George Peele, printre alții, au făcut și pentru comedie: au oferit modele de dialog spiritual, acțiune romantică și locații exotice, adesea pastorale, care au stat la baza modului de comedie al lui Shakespeare de-a lungul carierei sale. 
Tragediile elisabetane ale lui Shakespeare (inclusiv piese de istorie cu desene tragice, cum ar fi Richard al II-lea ) demonstrează relativa independență față de modelele clasice. El preia de la Aristotel şi Horaţiu noţiunea de decor; cu puține excepții, el se concentrează pe personajele înalte și pe treburile naționale ca subiect al tragediei. În majoritatea celorlalte privințe, totuși, tragediile timpurii sunt mult mai aproape de spiritul și stilul moralităților. Sunt episodici, plini de caracter și incidente; ele sunt vag unificate printr-o temă sau un personaj.  În acest sens, ele reflectă în mod clar influența lui Marlowe, în special a lui Tamburlaine . Cu toate acestea, chiar și în lucrările sale timpurii, Shakespeare arată în general mai multă reținere decât Marlowe; recurge mai rar la retorica grandilocventa, iar atitudinea lui fata de eroii sai este mai nuantata, si uneori mai sceptica, decat cea a lui Marlowe.  Până la începutul secolului, bombastul lui Titus Andronic dispăruse, înlocuit de subtilitatea lui Hamlet .
În comedie, Shakespeare s-a îndepărtat și mai mult de modelele clasice. Comedia erorilor, o adaptare a lui Menaechmi, urmează îndeaproape modelul comediei noi . Celelalte comedii elisabetane ale lui Shakespeare sunt mai romantice. La fel ca Lyly, el face adesea ca intriga romantică (o trăsătură secundară în comedia nouă latină) elementul principal al intrigii;  chiar și acestui complot romantic i se acordă uneori mai puțină atenție decât dialogul plin de duh, înșelăciunea și glumele. „Reforma manierelor”, pe care Horațiu o considera funcția principală a comediei,  supraviețuiește în episoade precum gulingul lui Malvolio .

## Jacobean Shakespeare
Shakespeare a atins maturitatea ca dramaturg la sfârșitul domniei Elisabetei și în primii ani ai domniei lui James . În acești ani, el a răspuns la o schimbare profundă a gusturilor populare, atât în materie, cât și în abordare. La începutul deceniului, el a răspuns la moda satirei dramatice inițiate de băieții de la Blackfriars și St. Paul's . La sfârșitul deceniului, el pare să fi încercat să valorifice noua modă a tragicomediei,  chiar colaborând cu John Fletcher, scriitorul care popularizase genul în Anglia.
Influența unor dramaturgi mai tineri precum John Marston și Ben Jonson se vede nu numai în piesele cu probleme, care dramatizează probleme umane insolubile ale lăcomiei și poftei, ci și în tonul mai întunecat al tragediilor iacobe.  Modul eroic marlovian al tragediilor elisabetane a dispărut, înlocuit de o viziune mai întunecată a naturii eroice prinse în medii de corupție omniprezentă. Ca partener atât la Globe, cât și la King's Men, Shakespeare nu a scris niciodată pentru companiile băieților; cu toate acestea, opera sa timpurie iacobeană este influențată semnificativ de tehnicile noilor dramaturgi satirici. O piesă, Troilus și Cressida, poate chiar să fi fost inspirată de Războiul Teatrelor . 
Ultimele piese ale lui Shakespeare amintesc de comediile lui elisabetane în utilizarea situației și incidentelor romantice.  În aceste piese, totuși, elementele sumbre care sunt în mare parte ignorate în piesele anterioare sunt aduse în prim-plan și adesea redate dramatic de vii. Această schimbare este legată de succesul tragicomediilor precum Filastru, deși incertitudinea datelor face ca natura și direcția influenței să fie neclare. Din dovezile paginii de titlu la Cei doi rude nobili și din analiza textuală, unii editori consideră că Shakespeare și-a încheiat cariera în colaborare cu Fletcher, care i-a succedat ca dramaturg de casă pentru King's Men.  Aceste ultime piese seamănă cu tragicomediile lui Fletcher în încercarea lor de a găsi un mod comic capabil să dramatizeze evenimente mai grave decât au avut comediile sale anterioare.

## Stil
În timpul domniei reginei Elisabeta, „drama a devenit mijlocul ideal de a surprinde și de a transmite diversele interese ale vremii”. [E nevoie de citare] Poveștile de diferite genuri au fost interpretate pentru un public format atât din cei bogați și educați, cât și din săraci și analfabeți. Mai târziu, s-a retras la apogeul perioadei iacobe, nu cu mult înainte de începerea războiului de treizeci de ani. Stilul său de versuri, alegerea subiectelor și scenografia lui poartă toate semnele ambelor perioade.[1] Stilul său s-a schimbat nu numai în conformitate cu propriile gusturi și în curs de dezvoltare a măiestriei, ci și în acord cu gusturile publicului pentru care a scris.[2]
În timp ce multe pasaje din piesele lui Shakespeare sunt scrise în proză, el a scris aproape întotdeauna o mare parte din piesele și poemele sale în pentametru iambic . În unele dintre lucrările sale timpurii (cum ar fi Romeo și Julieta ), a adăugat chiar și semne de punctuație la sfârșitul acestor linii pentametre iambic pentru a face ritmul și mai puternic.  El și mulți dramaturgi ai acestei perioade au folosit în mod extensiv forma versului alb în dialogul cu personajele, sporind astfel efectele poetice.

Pentru a încheia multe scene din piesele sale, el a folosit un cuplet rimat pentru a da un sentiment de concluzie sau completare.  Un exemplu tipic este oferit în Macbeth : în timp ce Macbeth părăsește scena pentru a-l ucide pe Duncan (în sunetul unui ceas care sună), el spune: 
Hear it not Duncan, for it is a knell

That summons thee to heaven or to hell.
Scrierile lui Shakespeare (în special piesele sale) prezintă, de asemenea, un joc de cuvinte extins în care sunt folosite în mod repetat sensuri duble și înfloriri retorice.   Umorul este un element cheie în toate piesele lui Shakespeare. Deși o mare parte din talentul său comic este evident în comediile sale, unele dintre cele mai distractive scene și personaje se găsesc în tragedii precum Hamlet și istorii precum Henric al IV-lea, Partea 1 . Umorul lui Shakespeare a fost în mare măsură influențat de Plautus . 

### Solilocvii în piese de teatru
Piesele lui Shakespeare se remarcă și prin utilizarea solilocviilor, în care un personaj, aparent singur în contextul piesei, rostește un discurs, astfel încât publicul să înțeleagă motivațiile interioare și conflictul personajului. 
În cartea sa Shakespeare and the History of Soliloquies, James Hirsh definește convenția unui solilocviu shakespearian în drama modernă timpurie. El susține că atunci când o persoană de pe scenă vorbește singură, ei sunt personaje dintr-o ficțiune care vorbesc în caracter; acesta este un prilej de auto-adresă. Mai mult, Hirsh subliniază că solilocurile și „aside-urile” shakespeariane sunt audibile în ficțiunea piesei, neapărat să fie auzite de orice alt personaj din scenă, cu excepția cazului în care anumite elemente confirmă că discursul este protejat. Prin urmare, un jucator al Renașterii care era familiarizat cu această convenție dramatică ar fi fost atent la așteptarea lui Hamlet ca solilocviul său să fie auzit de celelalte personaje din scenă. Mai mult, Hirsh afirmă că în solilocviile din alte piese shakespeariane, vorbitorul este în întregime în caracter în ficțiunea piesei. Spunând că adresarea publicului era depășită de vremea în care Shakespeare era în viață, el „recunoaște puține ocazii în care un discurs shakespearian ar putea implica publicul în recunoașterea realității simultane a scenei și a lumii pe care scena o reprezintă”. În afară de 29 de discursuri susținute de coruri sau personaje care revin la această condiție ca epiloguri „Hirsh recunoaște doar trei cazuri de adresă publică în piesele lui Shakespeare, „toate în comedii foarte timpurii, în care adresarea publicului este introdusă special pentru a ridiculiza practica ca fiind veche și amator.”[1]

## Material sursă al pieselor de teatru

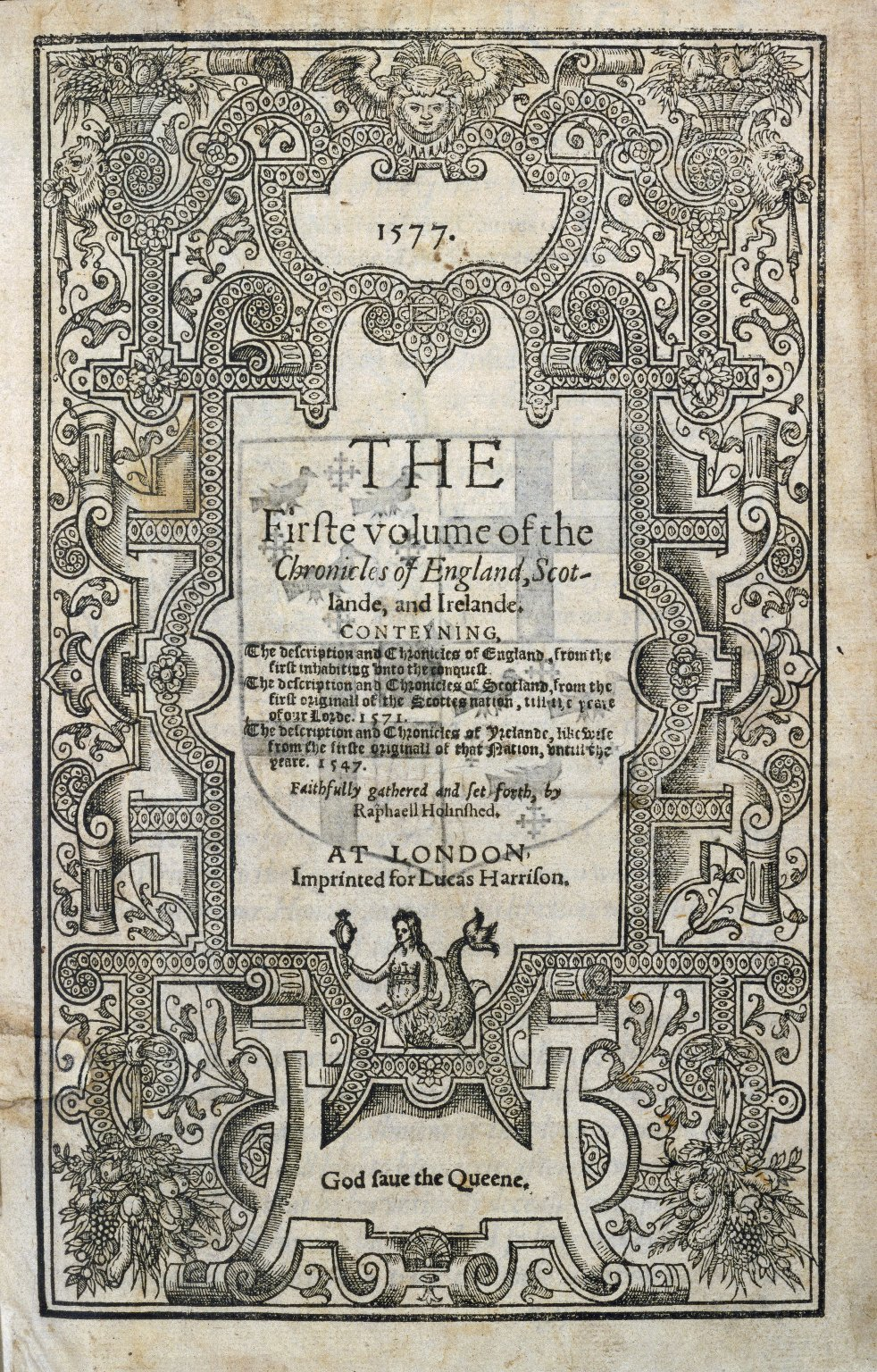
Prima ediție a lui Raphael Holinshed Cronicile Angliei, Scoției și Irlandei, tipărită în 1577

Așa cum era obișnuit în acea perioadă, Shakespeare și-a bazat multe dintre piese pe lucrările altor dramaturgi și a reciclat povești mai vechi și materiale istorice. Dependența sa de surse anterioare a fost o consecință naturală a vitezei cu care dramaturgii scriau în acea epocă; în plus, piesele bazate pe povești deja populare păreau mai susceptibile de a atrage un public numeros. Existau și motive estetice: teoria estetică renascentistă considera că intrigile tragice ar trebui să fie fundamentate în istorie.
De exemplu, Regele Lear este probabil o adaptare a unei piese mai vechi, Regele Leir, iar Henriada derivă probabil din The Famous Victories of Henry V. Există speculații că Hamlet (aproximativ 1601) ar putea fi o refacere a unei piese mai vechi, pierdute (așa-numitul Ur-Hamlet), dar numărul mare de piese pierdute din acea perioadă face imposibilă determinarea cu certitudine a relației dintre ele. (Ur-Hamlet ar fi putut fi chiar o variantă anterioară a piesei lui Shakespeare, pe care acesta a abandonat-o ulterior.)
Pentru piesele cu subiecte istorice, Shakespeare s-a bazat în mare parte pe două texte principale. Majoritatea pieselor despre Roma și Grecia antică sunt inspirate din Viețile paralele ale lui Plutarh (traduse în engleză în 1579 de Sir Thomas North), iar piesele despre istoria Angliei sunt influențate de Cronicile lui Raphael Holinshed din 1587. Această structură nu se aplică și comediilor, iar piesele lui Shakespeare pentru care nu există o sursă clară, precum Love’s Labour’s Lost și The Tempest, sunt comedii. Chiar și aceste piese, însă, se bazează puternic pe convenții literare obișnuite.
Deși există multe dispute cu privire la cronologia exactă a pieselor lui Shakespeare, există un consens general că grupările stilistice reflectă în mare parte o cronologie în trei faze:
1. Istorii și comedii – cele mai vechi piese ale lui Shakespeare au avut tendința de a fi adaptări ale operelor altor dramaturgi și au folosit versuri goale și puține variații de ritm. Cu toate acestea, după ce ciuma l-a forțat pe Shakespeare și compania sa de actori să părăsească Londra pentru perioade între 1592 și 1594, Shakespeare a început să folosească cuplete rimate în piesele sale, împreună cu dialoguri mai dramatice. Aceste elemente au apărut în The Taming of the Shrew și A Mid Summer Night's Dream . Aproape toate piesele scrise după ce ciuma a lovit Londra sunt comedii, reflectând probabil dorința publicului de la acea vreme pentru o mâncare uşoară. Alte comedii de la Shakespeare din această perioadă includ Much Ado About Nothing , Merry Wives of Windsor și As You Like It .
2. Tragedii – Începând din 1599 cu Iulius Caesar, în următorii câțiva ani, Shakespeare va produce cele mai faimoase drame ale sale, inclusiv Macbeth , Hamlet și Regele Lear . Piesele din această perioadă abordează probleme precum trădarea, crima, pofta, puterea și egoismul.
3. Romance târzii – Aceste piese, inclusiv Pericles, Prințul Tirului, Cymbeline, Povestea de iarnă și Furtuna, sunt numite așa deoarece prezintă asemănări cu literatura romantică medievală . Printre caracteristicile acestor piese se numără o intrigă răscumpărătoare cu un final fericit și magie și alte elemente fantastice.

Cu excepția cazurilor menționate, piesele de mai jos sunt enumerate, pentru cele treizeci și șase de piese incluse în Primul Folio din 1623, după ordinea în care apar acolo, cu două piese care nu au fost incluse ( Pericle, Prințul Tirului și Cei doi rude nobili ) fiind adăugate la sfârșitul listei de comedii și alta ( Eduard al III-lea ) la sfârșitul listei de istorie.
 
Notă : Piesele marcate cu LR sunt acum denumite în mod obișnuit „ romanturi târzii ”. Jocurile marcate cu PP sunt uneori denumite „ jocurile cu probleme ”. Cele trei piese marcate cu FF nu au fost incluse în Primul Folio.

## Colaborări dramatice
La fel ca majoritatea dramaturgilor din perioada sa, Shakespeare nu a scris întotdeauna singur, iar unele dintre piesele sale au fost colaborative, deși numărul exact este deschis dezbaterii. Unele dintre următoarele atribuții, precum cele pentru cei doi rude nobili, au documentație contemporană bine atestată; altele, cum ar fi pentru Titus Andronicus, rămân mai controversate și depind de analiza lingvistică realizată de oamenii de știință moderni.
- Cardenio (o piesă pierdută sau una care supraviețuiește doar ca o adaptare ulterioară, Double Falsehood ) – Rapoartele contemporane sugerează că Shakespeare a colaborat cu John Fletcher .
- Cymbeline - Yale Shakespeare sugerează că un colaborator ar fi putut fi responsabil pentru părți sau întregul act III, scena 7 și actul V, scena 2
- Edward al III-lea – Brian Vickers a concluzionat că piesa a fost 40% Shakespeare și 60% Thomas Kyd .
- Henric al VI-lea, partea 1 – Unii savanți susțin că Shakespeare a scris mai puțin de 20% din text.
- Henric al VIII-lea – considerat în general o colaborare între Shakespeare și Fletcher.
- Macbeth – Thomas Middleton poate să fi revizuit această tragedie în 1615 pentru a încorpora secvențe muzicale suplimentare.
- Măsură pentru măsură – Este posibil să fi suferit o revizuire ușoară de către Middleton.
- Pericles, Prințul Tirului – Poate include lucrări de George Wilkins, fie ca colaborator, fie ca revizor, fie ca revizor.
- Timon din Atena – Poate a rezultat din colaborarea dintre Shakespeare și Middleton.
- Titus Andronicus – Poate fi scris în colaborare cu sau revizuit de George Peele .
- Cei doi rude nobili – Atribuite în 1634 lui Fletcher și Shakespeare.

## Piese pierdute
- Love's Labour's Won – Un scriitor de la sfârșitul secolului al XVI-lea, Francis Meres, și lista unui librar includ ambele acest titlu printre lucrările recente ale lui Shakespeare, dar nicio piesă cu acest titlu nu a supraviețuit. Este posibil să se fi pierdut sau poate reprezenta un titlu alternativ al uneia dintre piesele enumerate mai sus, cum ar fi Mult zgomot despre nimic sau Totul e bine, care se termină cu bine .
- Cardenio – Atribuit lui William Shakespeare și John Fletcher într-o înregistrare din Registrul papetăriei din 1653 (împreună cu o serie de atribuții eronate) și adesea se crede că a fost reluat dintr-un subplot din Don Quijote al lui Cervantes . În 1727, Lewis Theobald a produs o piesă pe care a numit-o Double Falshood, pe care a pretins că a adaptat-o după trei manuscrise ale unei piese pierdute de Shakespeare pe care nu a numit-o. Double Falshood relucrează povestea Cardenio, dar studiile moderne nu au stabilit cu certitudine dacă Double Falshood include fragmente din piesa pierdută a lui Shakespeare.

## Piese probabil de Shakespeare
Notă: pentru o relatare cuprinzătoare a pieselor posibil de Shakespeare sau parțial de Shakespeare, consultați intrarea separată despre apocrifele Shakespeare .
- Arden of Faversham – Partea din mijloc a piesei (scene 4–9) poate fi scrisă de Shakespeare.
- Edmund Ironside – Conține numeroase cuvinte folosite pentru prima dată de Shakespeare și, dacă de el, este probabil prima sa piesă.
- The London Prodigal și A Yorkshire Tragedy - Ambele piese au fost publicate in quarto ca opere ale lui Shakespeare, în 1605 și 1608 și au fost incluse în al treilea folio. Cu toate acestea, analiza stilistică consideră aceste atribuții improbabile.
- Sir Thomas More – O lucrare în colaborare a mai multor dramaturgi, inclusiv Shakespeare. Există un „consens savant în creștere” [10] că Shakespeare a fost chemat să rescrie o scenă controversată din piesă și că „Mâna D” din manuscrisul supraviețuitor este aceea a lui Shakespeare însuși. [11]
- Tragedia spaniolă – pasaje suplimentare incluse în al patrulea quarto, inclusiv „scena pictorului”, probabil să fi fost scrise de el. [12]

## Shakespeare și problema textuală
Spre deosebire de contemporanul său Ben Jonson, Shakespeare nu a avut o implicare directă în publicarea pieselor sale și nu a produs nicio versiune generală autorizată a pieselor sale înainte de a muri. Ca urmare, problema identificării a ceea ce a scris Shakespeare de fapt este o preocupare majoră pentru majoritatea edițiilor moderne.
Unul dintre motivele pentru care există probleme textuale este că nu existau drepturi de autor asupra scrierilor la acea vreme. Drept urmare, Shakespeare și companiile de teatru cu care a lucrat nu au distribuit scenarii ale pieselor sale, de teamă că piesele vor fi furate. Acest lucru a dus la copii contrafăcute ale pieselor sale, care se bazau adesea pe oameni care încercau să-și amintească ceea ce scrisese de fapt Shakespeare.
Texte corupte care decurg și din erorile imprimantelor, citirile greșite ale compozitorilor sau pur și simplu linii scanate greșit din materialul sursă așezat în Quartos și First Folio . În plus, într-o epocă de dinaintea ortografiei standardizate, Shakespeare a scris adesea un cuvânt de mai multe ori într-o ortografie diferită, iar acest lucru ar fi putut contribui la unele dintre confuzia transcrietorilor. Editorii moderni au sarcina de a reconstrui cuvintele originale ale lui Shakespeare și de a elimina erorile pe cât posibil.
În unele cazuri, soluția textuală prezintă puține dificultăți. În cazul lui Macbeth, de exemplu, oamenii de știință cred că cineva (probabil Thomas Middleton ) a adaptat și a scurtat originalul pentru a produce textul existent publicat în First Folio, dar acesta rămâne singurul text cunoscut al piesei. În altele, textul s-ar putea să fi devenit vădit corupt sau nesigur ( Pericle sau Timon din Atena ), dar nu există o versiune concurentă. Editorul modern nu poate decât să regularizeze și să corecteze citirile eronate care au supraviețuit în versiunile tipărite.
Problema textuală poate deveni însă destul de complicată. Studiile moderne consideră acum că Shakespeare și-a modificat piesele de-a lungul anilor, ducând uneori la două versiuni existente ale unei piese. Pentru a oferi un text modern în astfel de cazuri, editorii trebuie să facă față alegerii între prima versiune originală și versiunea ulterioară, revizuită, de obicei mai teatrală. În trecut, editorii au rezolvat această problemă combinând textele pentru a oferi ceea ce ei consideră a fi un text Ur superior, dar criticii susțin acum că furnizarea unui text combinat ar fi contrar intențiilor lui Shakespeare. În King Lear, de exemplu, două versiuni independente, fiecare cu propria lor integritate textuală, există în versiunile Quarto și Folio. Schimbările lui Shakespeare se extind aici de la doar local la cele structurale. Prin urmare, Oxford Shakespeare, publicat în 1986 (a doua ediție 2005), oferă două versiuni diferite ale piesei, fiecare cu o autoritate respectabilă. Problema există cu cel puțin alte patru piese shakespeariane ( Henric al IV-lea, partea 1 ; Hamlet ; Troilus și Cressida ; și Othello ).

## Istoricul performanței

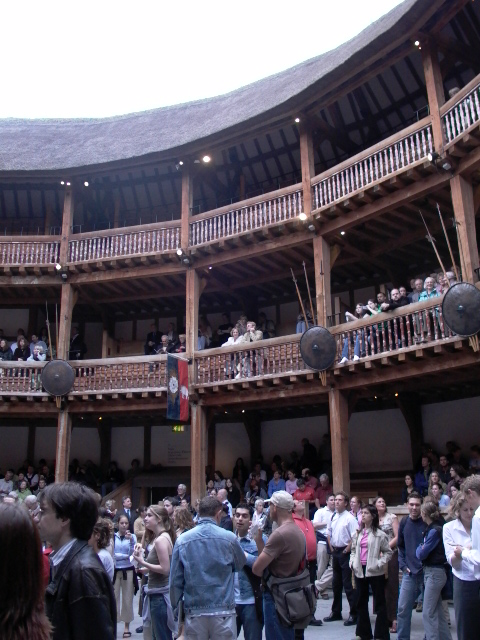
Reconstrucția modernă a Teatrului Globe, din Londra

În timpul vieții lui Shakespeare, multe dintre cele mai mari piese ale sale au fost puse în scenă la Teatrul Globe și la Teatrul Blackfriars. Membrii trupei Lord Chamberlain’s Men, colegii săi, au jucat în piesele sale. Printre acești actori s-au numărat Richard Burbage (care a interpretat rolul principal în primele reprezentații ale multor piese shakespeariene, inclusiv Hamlet, Othello, Richard al III-lea și Regele Lear), Richard Cowley (care l-a jucat pe Verges în Mult zgomot pentru nimic), William Kempe (care l-a interpretat pe Peter în Romeo și Julieta și, posibil, pe Bottom în Visul unei nopți de vară), precum și Henry Condell și John Heminges, care sunt cunoscuți astăzi mai ales pentru colectarea și editarea pieselor lui Shakespeare în Primul Folio (1623). lui Shakespeare au continuat să fie puse în scenă după moartea sa până la Interregnum (1649–1660), când toate spectacolele publice au fost interzise de conducătorii puritani . După restaurarea engleză, piesele lui Shakespeare au fost jucate în case de joacă cu peisaje elaborate și puse în scenă cu muzică, dans, tunete, fulgere, mașini cu valuri și artificii . În acest timp textele au fost „reformate” și „îmbunătățite” pentru scenă, o întreprindere care a părut posterității șocant de lipsită de respect.
Producțiile victoriane ale lui Shakespeare au căutat adesea efecte picturale în costume și decoruri istorice „autentice”. Înscenarea luptei pe mare raportate și a scenei de barj din Antony și Cleopatra a fost un exemplu spectaculos.  De prea multe ori, rezultatul a fost o pierdere a ritmului. Spre sfârșitul secolului al XIX-lea, William Poel a condus o reacție împotriva acestui stil greu. Într-o serie de producții „Elizabethan” aflate într-o scenă de impuls, el a acordat o atenție proaspătă structurii dramei. La începutul secolului al XX-lea, Harley Granville-Barker a regizat texte quarto și folio cu puține tăieturi,   în timp ce Edward Gordon Craig și alții au cerut punerea în scenă abstractă. Ambele abordări au influențat varietatea stilurilor de producție shakespeariane văzute astăzi. 

## Cenzură
În 1642, Parlamentul Angliei a interzis piesele de teatru, inclusiv pe cele ale lui Shakespeare, acuzând teatrul că promovează „veselia lascivă și frivolități”. În 1660, după ce perioada Commonwealth-ului englez s-a încheiat odată cu moartea lui Oliver Cromwell, teatrul a fost reluat într-o formă limitată.
În august 2023, au fost impuse restricții asupra predării pieselor și literaturii shakespeariane, în întregimea lor textuală, de către oficialii districtului școlar din comitatul Hillsborough, Florida, pentru a se conforma cu legea statului.   

## Lectură în continuare
- Murphy, Andrew (2003). Shakespeare in Print: A History and Chronology of Shakespeare Publishing. Cambridge University Press. ISBN 978-1139439466. O'Toole, Fintan, „No Comfort”, The New York Review of Books, vol. LXXI, nr. 10 (6 iunie 2024), pp. 28-30, 32.  „Deci ce ne învață Shakespeare? Nimic. Teatrul său tragic nu este o sală de clasă. Este un perete al morții într-un parc de distracții, unde personajele sunt împinse spre exterior de forța centrifugă a acțiunii, dar sunt menținute pe loc de frecarea limbajului.” (p. 29)  „[T]recerea timpului a modificat [sensul] multor cuvinte. [Aceasta] exagerează ceea ce Shakespeare făcea oricum: oferea și reținea în același timp sensul... Un aspect distinctiv al scrierii sale este preferința pentru a exprima un concept prin două cuvinte, legate între ele de „și”... Shakespeare... adesea... ne oferă conjuncții care nu sunt nici complet identice, nici complet diferite... Shakespeare ne oferă cursuri intensive despre orice fel de nesiguranță: fizică, emoțională, psihologică, cognitivă, chiar existențială.” (p. 30)